# Іванов Михайло Інокентійович
Михайло Інокентійович Івано́в (6 червня 1909, Большой Кемчуг — 8 листопада 1976, Київ) — український радянський художник і педагог; член Спілки радянських художників України з 1939 року.

## Біографія
Народився 24 травня [6 червня] 1909 року в селі Большому Кемчузі Єнісейської губернії Російської імперії (нині Козульський район Красноярського краю Росії). Упродовж 1930—1934 років навчався у Одеському художньому інституті у Теофіла Фраєрмана; у 1934—1939 роках — у Київському художньому інституті у Павла Волокидіна. Дипломна робота — картина «Наші прийшли» (полотно, олія, керівник Олексій Шовкуненко).
З 1939 року виладав у Київському художньому інституті. Брав участь у німецько-радянській війни, після закінчення якої до 1960 року продовжив викладацьку діяльність у тому ж інституті (доцент з 1952 року). Протягом 1960—1968 років викладав у Київському відділенні Українського поліграфічного інституту. Див. учні [⇨]. 
Жив у Києві, в будинку на вулиці Серафимовича, № 6, квартира 124. Помер у Києві 8 листопада 1976 року.

## Творчість
Працював в галузі станкового живопису і книжкової графіки. Серед робіт:
живопис
- «Наші прийшли» (1939; Національний художній музей України)[1];
- «Бої біля станції Лиха» (1940);
- «Витязь із Дніпра» (1946);
- «Володимир Мономах піднімає Київську Русь на боротьбу з половцями» (1946, ескіз);
- «Весна» (1947);
- «Троянди» (1950);
- «Зацвіла яблуня» (1951).

Ілюстрував та оформлював книги для київських видавництв «Молодь», Дитвидав України («Веселка») та інших, зокрема:
- книгу «Ми радянські люди» Бориса Полевого (Київ, 1950; ілюстрації «Жменя землі» і «Останній день Матвія Кузьміна» у Національному художньому музеї України, папір, чорна акварель, вугілля, олівець)[2];
- книгу «Юрко Васюта» Олеся Донченка (Київ, 1950; оригінали — картон, акварель в Одеському художньому музеї);
- збірку «Румунські народні казки» (Київ, 1957);
- народну казку «Сестриця Альошушка і братець Іванушка» (1958);
- «Оповідання та казки» Марко Вовчок (1958).

Брав участь у виставках з 1928 року, республіканських з 1947 року, зарубіжних з 1939 року.

## Учні
Анікін Ілля Йосипович, Аптекарев Володимир Іларіонович, Базилянський Едуард Йосипович, Басанець Петро Олексійович, Боримчук Михайло Петрович, Боровський Микола Степанович, Виродова-Готьє Валентина Гаврилівна, Вовк Олександр Іванович, Войцехівський Станіслав Іванович, Гета Андрій Васильович, Горбенко Олексій Архипович, Грибань Надія Павлівна, Григор'єва Галина Сергіївна, Григор'єва Майя Сергіївна, Довженко Анатолій Іванович, Ельберт Віктор Давидович, Заруба Наталія Іванівна, Зубченко Галина Олександрівна, Ігнатьєв Петро Михайлович, Ірискін Микола Михайлович, Кирич Едуард Ілліч, Кисельов Олександр Павлович, Климонов Володимир Тимофійович, Кравченко Володимир Данилович, Крилова Ольга Іллівна, Кулик Іван Онисимович, Латунов Григорій Антонович, Лерман Зоя Наумівна, Лобода Іван Іванович, Макатуха Василь Іванович, Нестеренко Микола Васильович, Нечвоглод Микола Миколайович, Нечипоренко Генріх Вікторович, Новиковський Володимир Огійович, Пламеницький Анатолій Олександрович, Рижих Віктор Іванович, Сидоров Олексій Євдокимович, Тулін Борис Леонідович, Чеканюк Вілен Андрійович, Чернявський Георгій Георгійович, Шпонько Григорій Андрійович, Янін Анатолій Олександрович.